# Exposciences

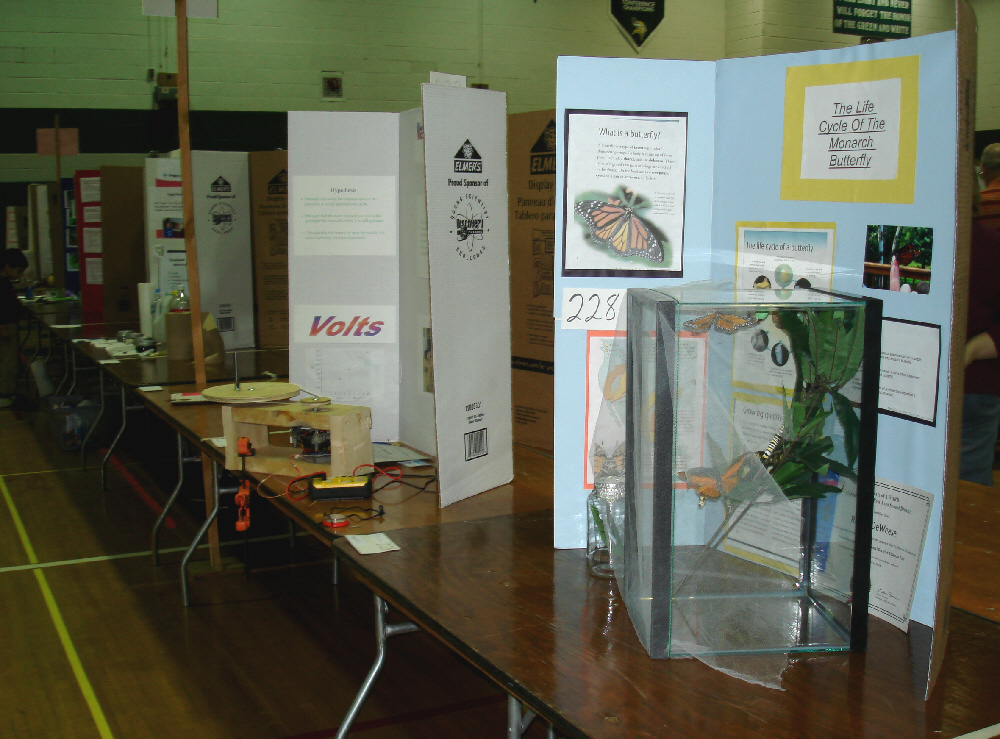
Exposition sur les papillons

Une exposciences réunit un ensemble de projets scientifique, technique, industriel réalisés et présentés par des groupes d’enfants, d’adolescents ou de jeunes, avec ou sans l’appui d’adultes. Elle privilégie la coopération plutôt que l’aspect compétitif. Autant que faire se peut, une « Exposciences » présente des projets issus de cadres éducatifs variés (extra scolaire – péri scolaire – scolaire…). Il s’agit d’un événement ouvert au public qui permet la rencontre du public et du monde de la recherche. Par ailleurs, la mobilité des jeunes est favorisée par l'organisation d'échanges entre les Exposciences dans le monde et la participation de groupes de jeunes aux « Exposciences européennes » et « Exposciences Internationales ».
Les exposciences participent de l'Éducation populaire aux sciences et par les sciences et occupent de ce fait une place singulière dans le champ de la Culture scientifique et technique. Ses acteurs se retrouvent dans la philosophie formalisée dans le manifeste de Montsouris. De telles expositions sont organisées dans plusieurs pays, notamment en France et au Québec.

## En France
Historiquement, des collectifs territoriaux ont, dans vingt régions et dans plus de vingt départements, organisé ces exposciences. En leurs seins, ont été rassemblés plus de trois cents représentants d'associations régionales, départementales et locales, de structures éducatives, de l'éducation nationale, des services déconcentrés de l'État et de collectivités territoriales en lien avec des laboratoires de recherche et des entreprises.
Ils sont dorénavant coordonnés au sein du Collectif français des Exposciences, qui détient le label exposciences.
Depuis 1985, date de la création des premières exposciences en France et du Cirasti, 340 exposciences régionales ou départementales ont été organisées (à ce jour début 2018), dans lesquelles plus de 10 000 équipes de jeunes ont présenté leurs projets scientifiques ou techniques. Mille projets de jeunes Français ont par ce biais participé ensuite à l’une des quatorze exposciences internationales coordonnées par le Mouvement International pour le Loisir Scientifique Et Technique (MILSET), sans oublier les soixante-huit équipes qui ont présenté leurs projets lors de huit exposciences européennes.

### Le Collectif français des Exposciences
Partant du constat que les activités de découverte scientifique passionnent tous les jeunes à condition de créer les conditions d’émergence et d’expression de cette passion, le Cirasti a été créé en 1985 par des mouvements nationaux d'éducation populaire motivés par le développement des activités de découverte scientifique : d’une part des mouvements généralistes (comme les CEMEA, les deux fédérations nationales de MJC, les Francas, les Éclaireurs de France, la Ligue de l'enseignement, la Fédération nationale Léo-Lagrange, les Foyers ruraux), et d’autre part des associations spécialisées (comme Planète  Sciences, Les Petits Débrouillards, l’Association française d'astronomie, etc…).
Face à des difficultés d'organisation et de financement, le CIRASTI a été dissout en 2017.
Le 18 septembre 2017, le Collectif français des Exposciences a été créé.
Le collectif français comme chacune de ses composantes se reconnaissent, s'appuient et défendent les valeurs de l'Éducation Populaire, et en particulier les principes de l'éducation active et la volonté de faciliter l'appropriation des savoirs et méthodes scientifiques par le plus grand nombre d’enfants, d’adolescents et de jeunes. D’un point de vue politique, le manifeste de Montsouris et la charte Éducation populaire Culture en constituent le socle de références. Ses membres fondateurs sont : les CEMEA, la CMJCF, la Fédération nationale des Francas, Planète Sciences, le Collectif Exposciences Alsace, le Collectif Exposciences Auvergne - association astu’sciences, le Collectif Exposciences Occitanie - association CIRASTI - Exposciences en Occitanie, le Collectif Exposciences Pays de la Loire.